# St. Nikolai (Treuenbrietzen)

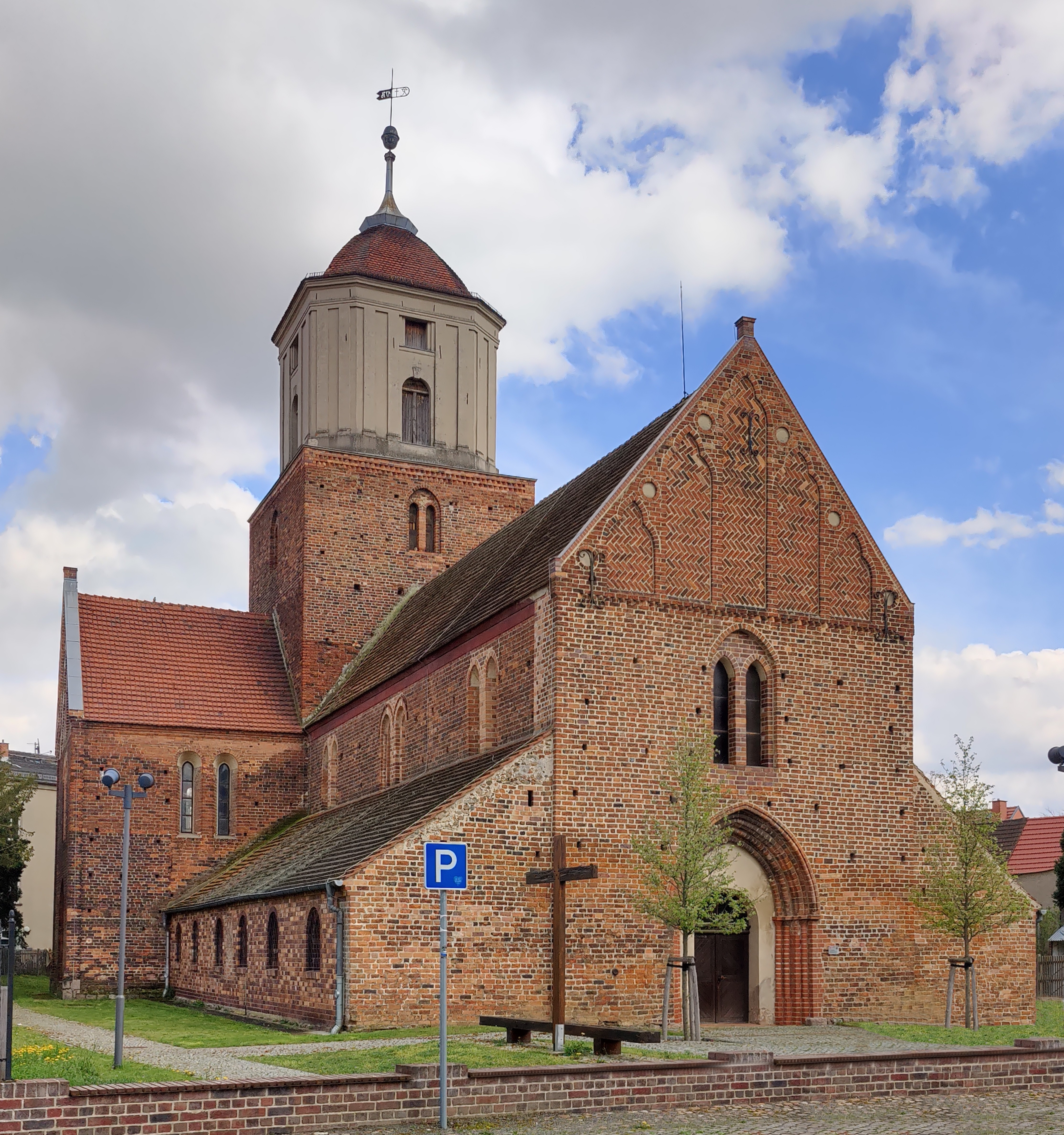
St. Nikolai (Treuenbrietzen)

Die Stadtkirche St. Nikolai in Treuenbrietzen ist eine Backsteinkirche der Frühgotik im Landkreis Potsdam-Mittelmark in Brandenburg. Sie gehört zur katholischen Kirchengemeinde Treuenbrietzen im Erzbistum Berlin. Sie besitzt als einzige mittelalterliche Kirche in der Mark Brandenburg einen Vierungsturm und kann nach Anmeldung besichtigt werden.

## Geschichte und Architektur

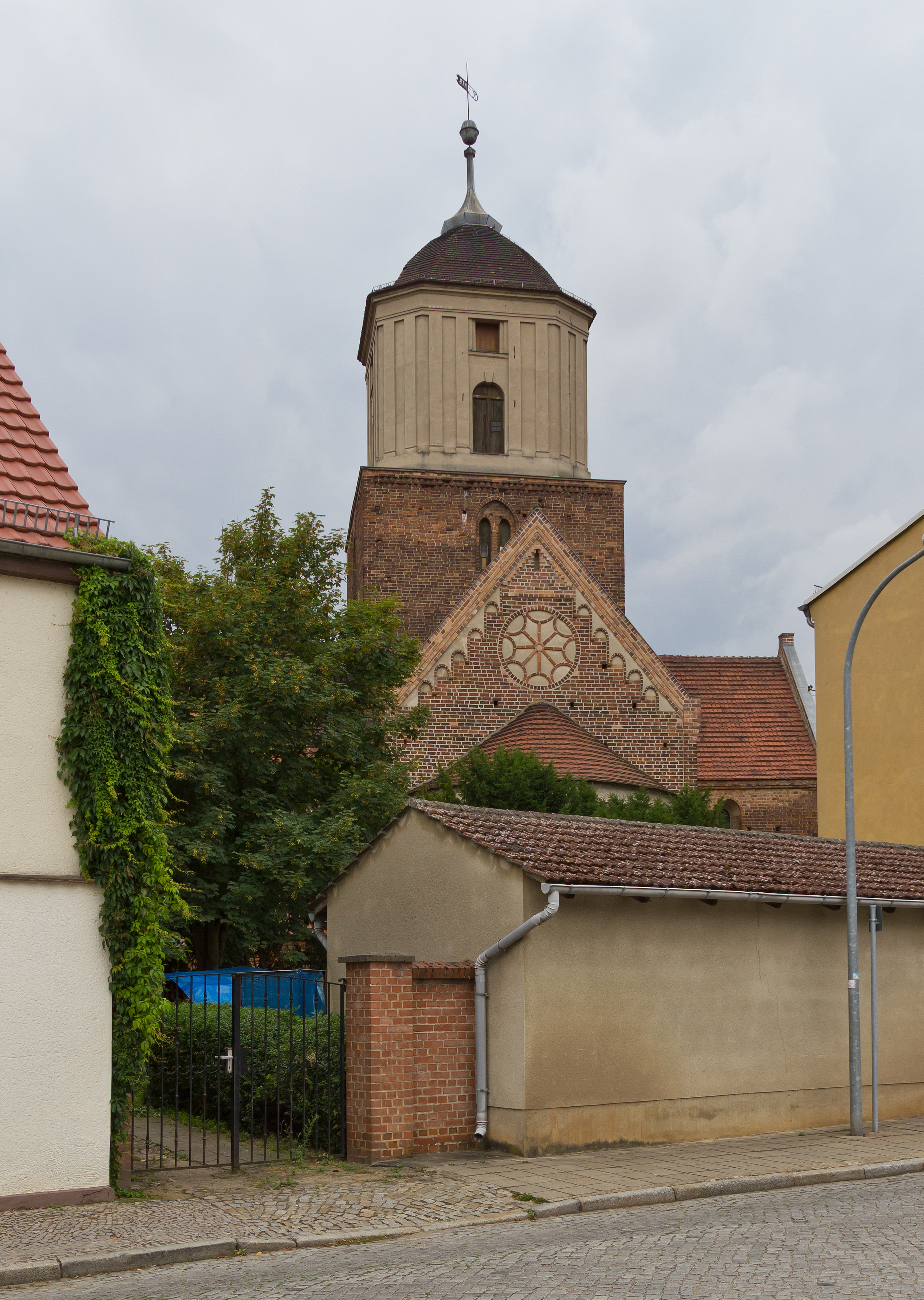
Vierungsturm

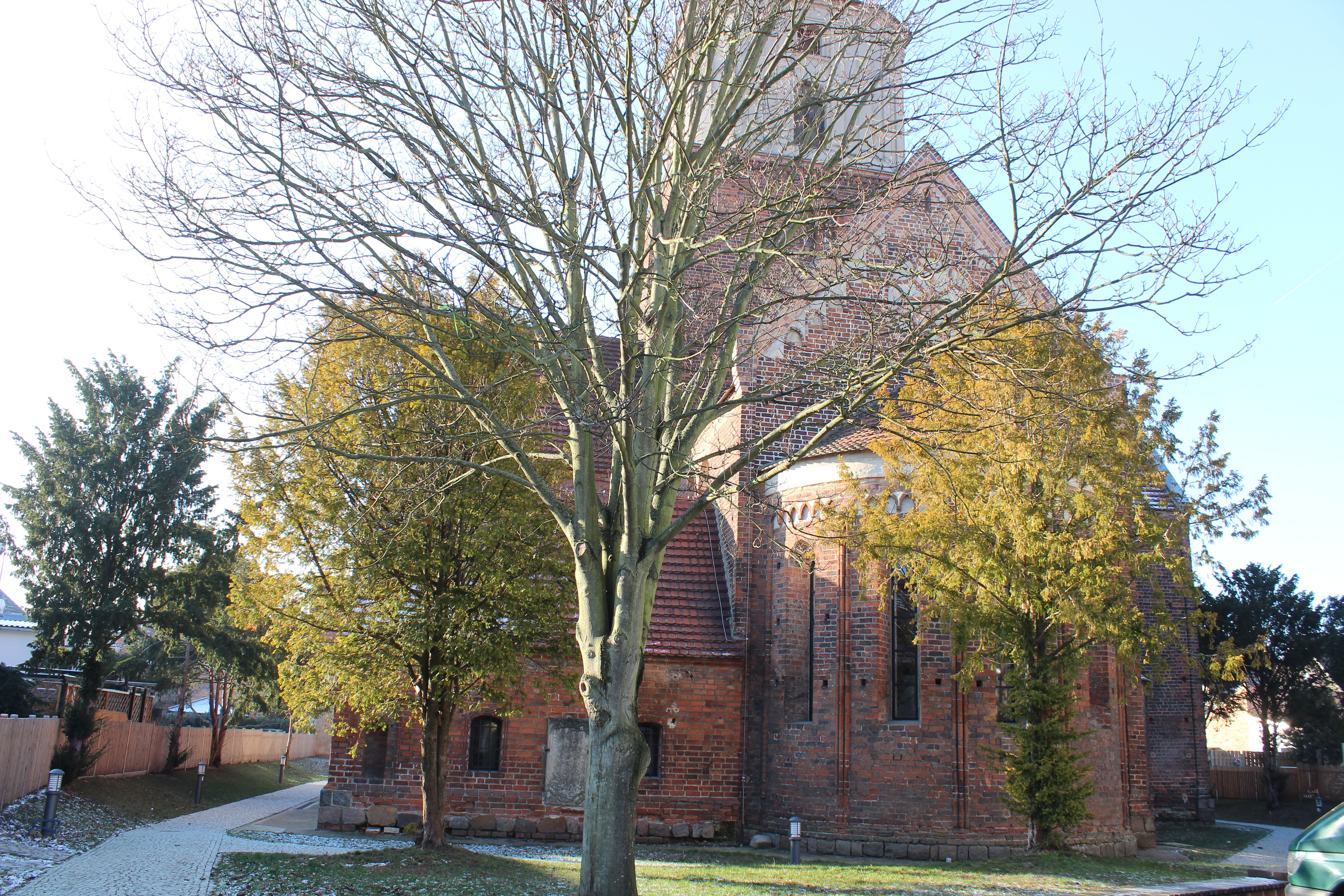
Ostansicht (2019)

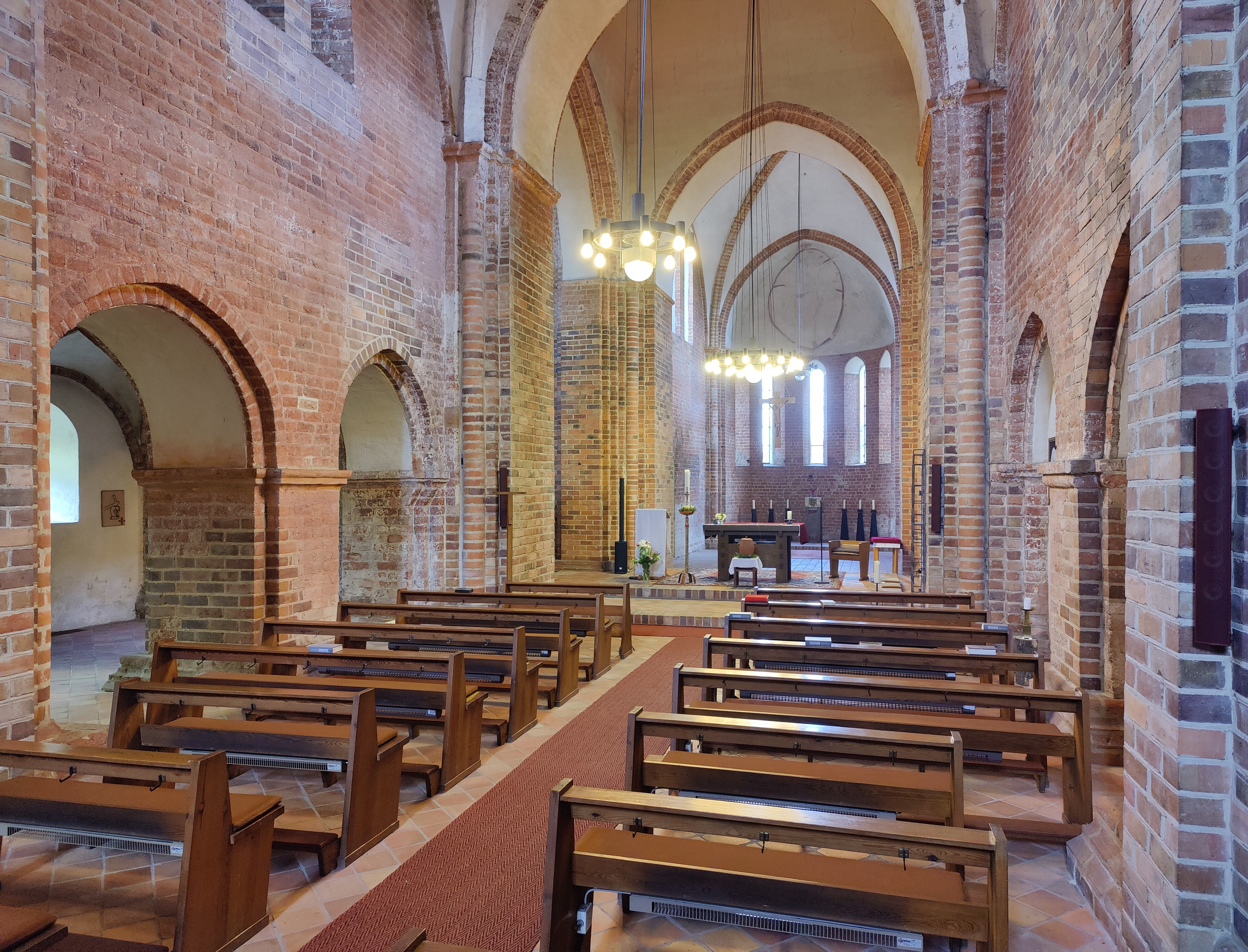
Innenraum (2023)

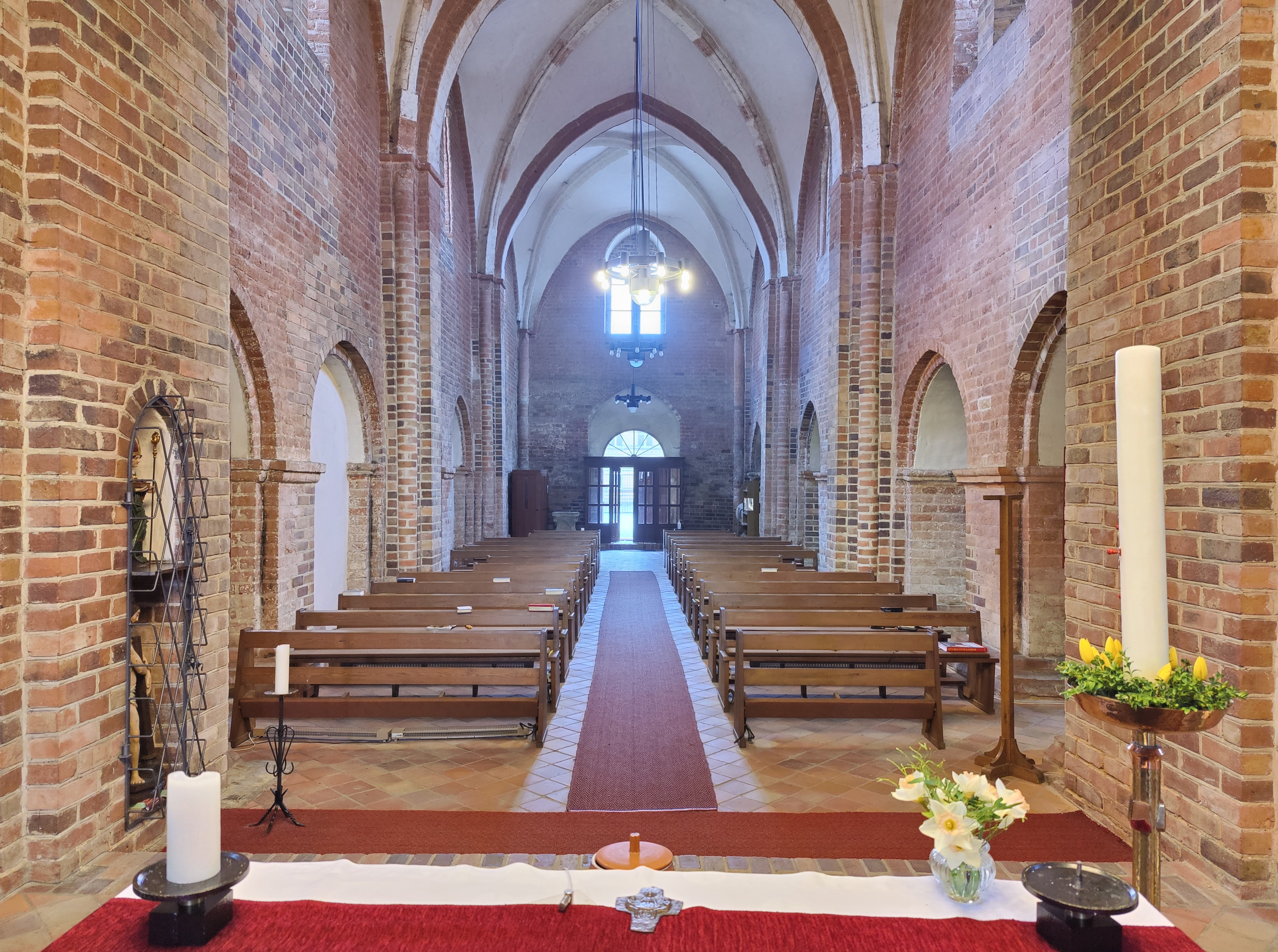
Innenraum, Blick nach Westen

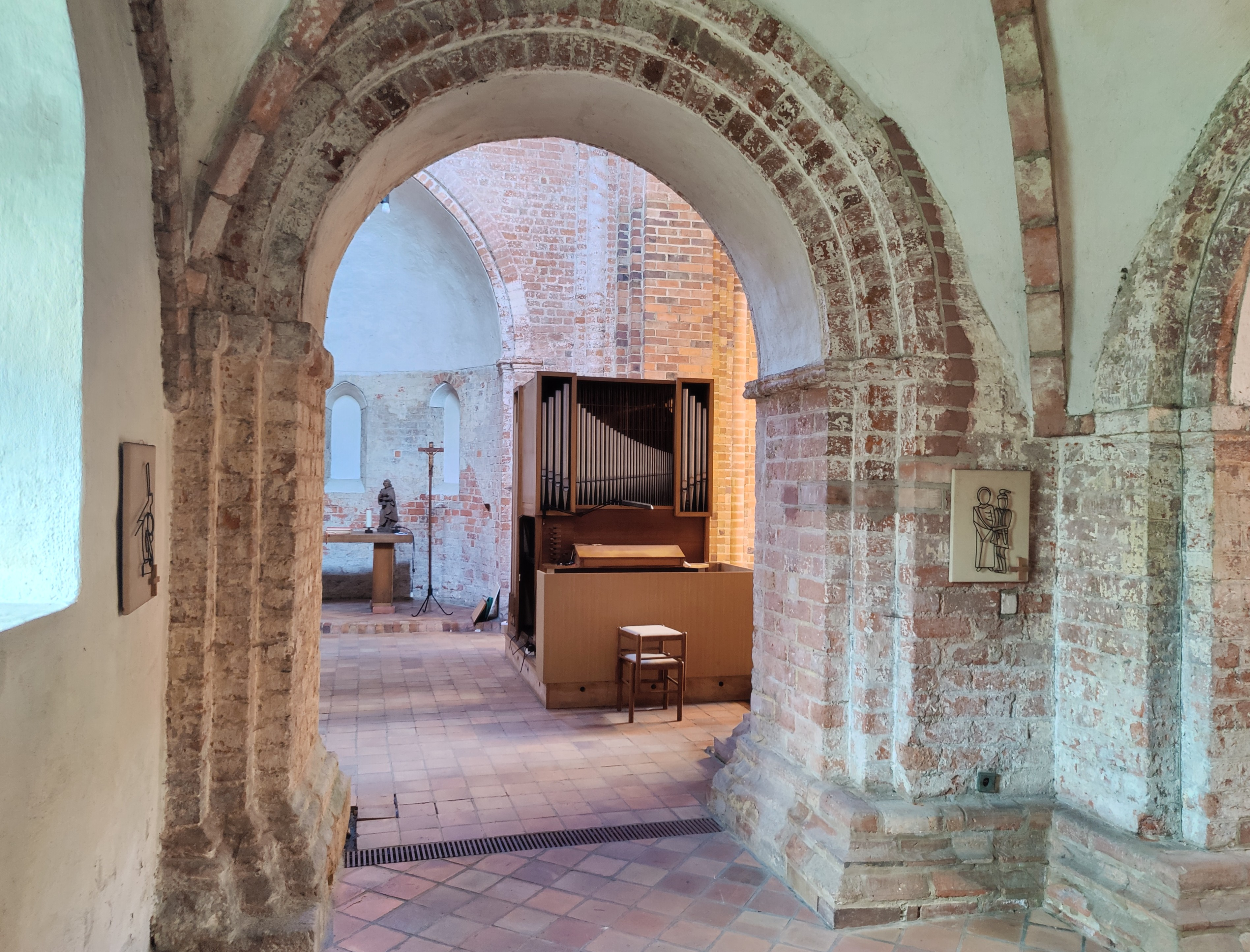
Orgel

Der Bau der Kirche St. Nikolai wurde um 1220/1230 als dreischiffige kreuzförmige Pfeilerbasilika aus Backstein im gebundenen System ähnlich der benachbarten Marienkirche begonnen. Im Unterschied dazu besaß sie jedoch von Anfang an keine Nebenchöre. Die Apsiden sind am Chor und an den Querhausarmen angebaut. Die Teile östlich des Triumphbogens sind im Wesentlichen unverändert erhalten und zeigen die für das zweite Viertel des 13. Jahrhunderts charakteristischen Backsteinschmuckformen. Die Hauptapsis besitzt fünf schmale Lanzettfenster; dazwischen sind Dienste mit drei schmalen Wülsten angeordnet. Die Nebenapsiden sind mit Kreuzbogenfriesen versehen. Die Giebel sind mit steigenden Bogenfriesen und Blendrosetten verziert.
Portale sind an den Querhausfronten, an der Chornordseite und in der Westfassade angeordnet. Die Querhausfronten zeigen darüber hinaus noch je ein großes Rundbogenfenster, während das Fenster auf der Westfassade gotisch erneuert ist. Der mächtige Vierungsturm ist im oberen Teil mit Biforienfenstern unter je einer Spitzbogenblende und mit doppeltem Deutschem Band unter der Traufe versehen. Der oktogonale Aufsatz mit geschweifter Haube wurde 1776 hinzugefügt.
Das Langhaus ist stark verändert; im Äußeren sind nur die paarweise angeordneten Obergadenfenster teilweise erhalten. An der Südwand des Chores ist, von der Apsis leicht abgerückt, eine spätgotische Sakristei mit Sterngewölben in zwei Jochen angebaut, die inschriftlich auf das Jahr 1519 datiert ist.
Im Innern haben nur die Ostteile den ursprünglichen schlichten und noblen Charakter bewahrt. Die Apsiden sind relativ breit und niedrig mit stumpfem Spitzbogen in den Öffnungen sowie feingearbeiteten Kämpfern und Basen. Die Vierungspfeiler und deren Bögen sind teils mehrfach abgestuft. Das Chorgewölbe ist älter als dasjenige in der Marienkirche; die Rippen besitzen hier einen doppelten Wulst, während diejenigen in den Kreuzarmen ähnlich wie in der Marienkirche mit einem kantigen Stab bereichert sind. Das Vierungsgewölbe wurde später herausgebrochen und die zugehörigen Gewölbevorlagen im Mittelschiff bis unter die Kämpfer entfernt.
Im Mittelschiff sind drei quadratische Joche mit Kreuzrippengewölben mit gestuften Gurten erhalten. Die zugehörigen Pfeiler sind quadratisch mit rechteckigen Vorlagen, welche die Arkaden als Blenden umgeben. Früher gehörten dazu noch Runddienste mit Würfelkapitellen, während die Zwischenpfeiler schwächer ausgebildet sind.
Das südliche Seitenschiff ist vollständig abgetrennt und modern ausgebaut. Die Kreuzgratgewölbe im nördlichen Seitenschiff sind wahrscheinlich mehrfach verändert.
Die Kirche wurde 1741 mit einer Orgel von Joachim Wagner ausgestattet, die über ein Manual, Pedal und 17 Register verfügte. 1912 stellte Alexander Schuke ein neues, größeres Orgelwerk in das alte Gehäuse. Einige Pfeifenreihen der alten Orgel wurden weiterverwendet. Die Orgel verfügte nun über zwei Manuale,  31 Register und pneumatische Traktur.
Von 1969 bis 1976 erfolgte eine Restaurierung, bei der Reste einer Deesisdarstellung in der Kuppel der Hauptapsis aus der ersten Hälfte des 15. Jahrhunderts freigelegt wurden. Die Orgel wurde 1969/1970 abgebrochen und samt des Prospekts von Joachim Wagner vernichtet, nur einige Schnitzereien und 297 Pfeifen von Joachim Wagner wurden durch eine Intervention der Firma Schuke in Potsdam während der Abbrucharbeiten gerettet.  Die Kirche St. Nikolai wurde nach der Restaurierung mit einer modernen Ausstattung versehen. Von dem lange in der Gemeinde wohnhaften Schweizer Künstler Victor Bisquolm stammen zwei Bilder; der Kreuzweg wurde vor der Wende von einem Gemeindemitglied gestaltet.
Die kleine Orgel vom VEB Frankfurter Orgelbau Sauer mit 8 Registern auf einem Manual und Pedal wurde 1977 erbaut und steht vorne im nördlichen Seitenschiff. Sie ist momentan nicht spielbar. Stattdessen wird seit 2021 eine über Lautsprecher abgestrahlte elektronische Spieleinrichtung verwendet.